# آرامگاه امامزاده نوح بن موسی بن جعفر
بقعه امامزاده نوح بن موسی جعفر مربوط به دوره صفوی - دوره قاجار است و در شهرستان ساوه، روستای بالقلو واقع شده و این اثر در تاریخ ۱۰ آذر ۱۳۵۴ با شمارهٔ ثبت ۱۱۹۹ به‌عنوان یکی از آثار ملی ایران به ثبت رسیده است.